# Ahal
Ahal est une province du Turkménistan. Située dans le sud du pays, bordant l'Iran et l'Afghanistan, sa capitale est Arkadag.

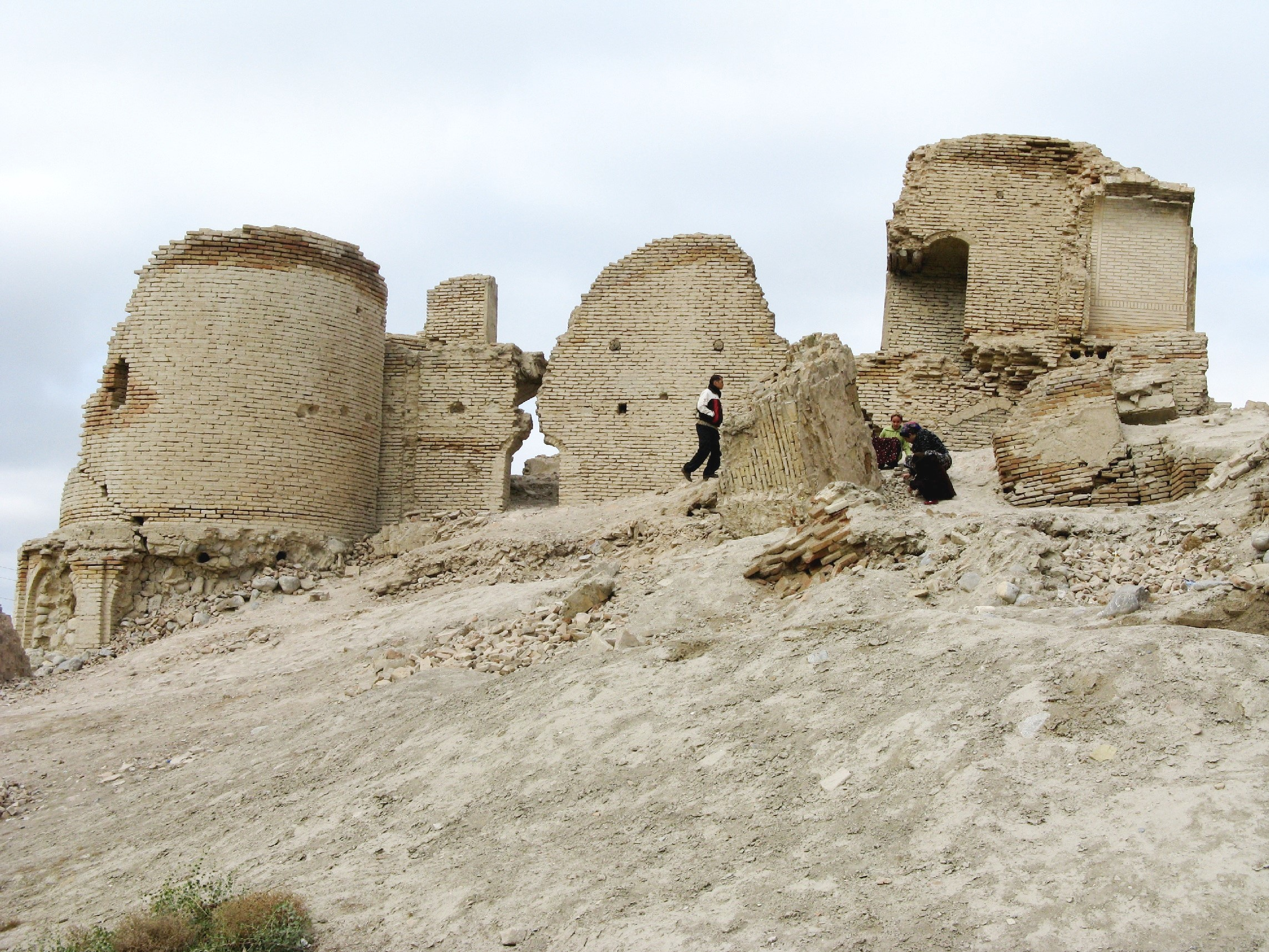
Ruines de la près d'Achgabat.

## Subdivisions
La province d'Ahal est divisée en 8 etraplar (districts) et une ville (şäher) :
- Abadan (ville)
- Akbugdaý (etrap)
- Babadaýhan (etrap)
- Baherden (etrap)
- Gökdepe (etrap)
- Kaka (etrap)
- Ruhabat (etrap)
- Serakhs (etrap)
- Tejen (etrap)